# FC Energetik-BGU Minsk
FC Energetik-BGU Minsk é uma equipe bielorrussa de futebol com sede em Minsk. Atualmente disputa a Pershaya Liga, equivalente a segunda divisão da Bielorrúsia.
Seus jogos são mandados no RCOP-BGU Stadium, que possui capacidade para 1.500 espectadores.

## História
O FC Energetik-BGU Minsk foi fundado em 1996.